# Sindacato Padano
Das Sindacato Padano (SINPA, auf Deutsch etwa: oberitalienische Gewerkschaft) ist eine Gewerkschaft in Italien. Sie steht der norditalienischen Separationsbewegung Lega Nord nahe und besitzt nur eine eingeschränkte Bedeutung. Sie wurde 1996 als Sindacato Autonomo di Lavoratori Padani (Autonome Gewerkschaft der oberitalienischen Arbeiter) gegründet.
Ihre Besonderheit ist die geringe Mitgliederzahl sowie die Beschränkung auf die nördlichen Landesteile. Der einzige Beleg für eine mögliche Aufwärtsentwicklung ist der Sieg bei den Betriebsratswahlen bei Michelin. Dies muss im Licht der Tatsache gesehen werden, dass die Treue der Wähler der Lega wie bei rechten Parteien in Deutschland die Treue der Wähler des französischen Front national nicht erreicht.